# Otylka krátkohlavá

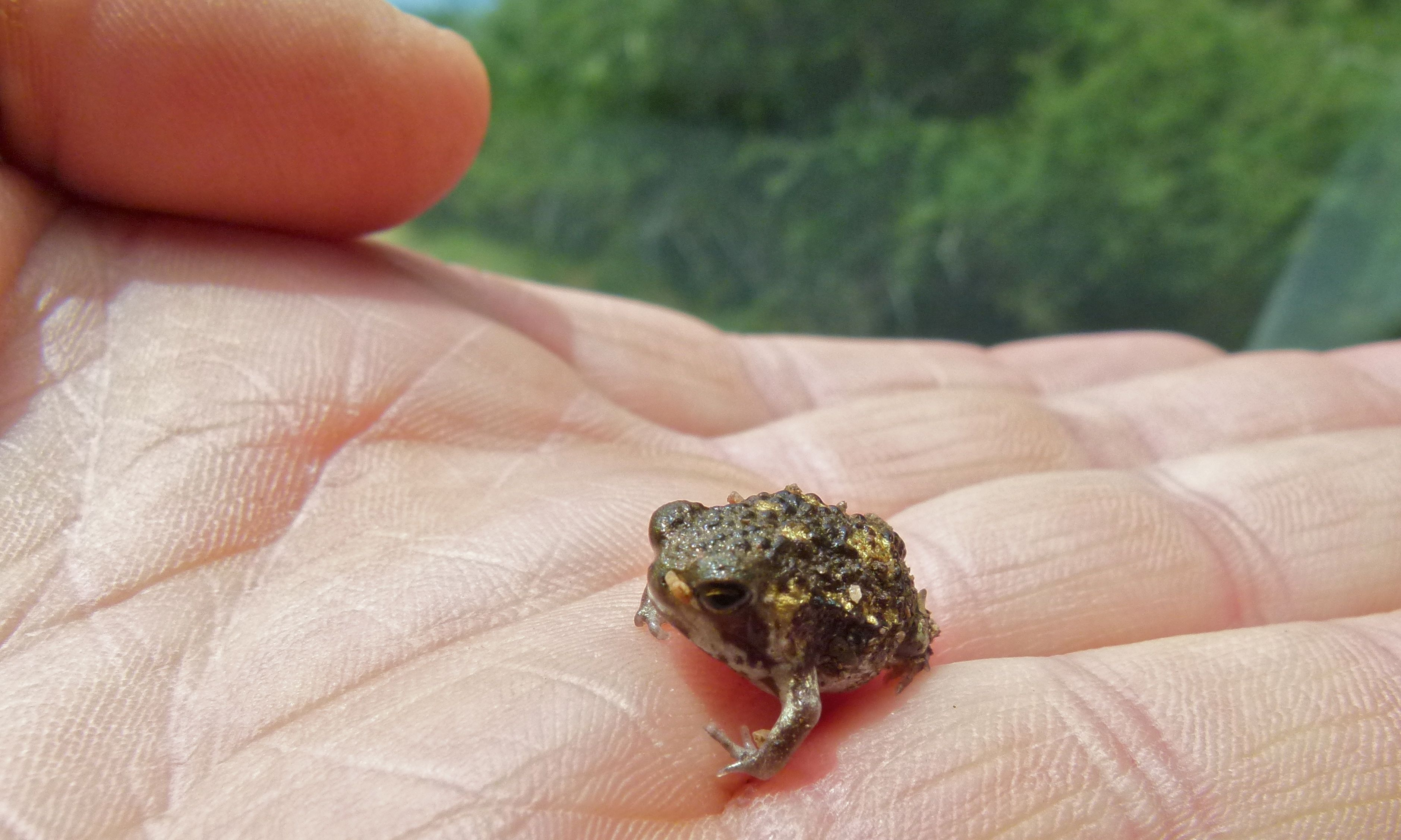
Velikost otylky krátkohlavé

Otylka krátkohlavá (Breviceps adspersus) je zemní žába adaptovaná k hrabavému způsobu života na suchu a rozmnožování se bez potřeby vod, z vajíček se líhnou přímo malé žabky. Je nejrozšířenějším druhem rodu otylka, vyskytuje se v Angole, Botswaně, Jihoafrické republice, Mosambiku, Namibii, Svazijsku, Zambii a v Zimbabwe.

## Prostředí
Žije v otevřených nebo zalesněných savanách, na územích namnoze využívaných pouze pro chov dobytka, kde je považována za běžně se vyskytujícího obojživelníka. Jedná se převážně o náhorní plošiny v nadmořské výšce 1000 až 2000 m pokryté hlavně písčitou až písčito-hlinitou půdou. Na těchto územích spadne, v závislosti na blízkosti k západními nebo východnímu pobřeží, průměrně od 230 do 1000 mm srážek ročně. Tato rozdílnost je způsobována mořskými proudy, studeným mořským Benguelským proudem obtékající jih afrického kontinentu ze západu a teplým Agulhasským proudem tekoucím na východní straně. Na některých místech mohou být až po 120 dnů v roce ranní přízemní mrazíky. Vyskytuje se v oblastech, ve kterých dominuje travnatý porost se zřetelným horním patrem dřevitých, keřovitých nebo stromovitých rostlin, které jsou v období sucha postihovány častými požáry, při nichž zhruba desetina rostlin nepřežije.

## Popis
Otylka krátkohlavá je drobná, pouze 2 až 3 cm velká zemní žába s tlustým, téměř kulovitým tělem a silně zploštělou obličejovou části. Nohy má nápadně krátké, první a páté prsty zadních nohou jsou širší než delší. Barva těla téměř odpovídá prostředí ve kterém se pohybuje, bývá od světle po tmavě hnědou, na zádech a po obou stranách mívá nažloutlé skvrny a od oka do podpaží vede černý pruh. Kůže na zádech může být zrnitá nebo hladká, na břichu je vždy hladká.

## Chování
Vyhrabává si hluboké podzemí nory kde bývá mírně vlhké klima, ukrývá se do nich v případě ohrožení nebo tam přečkává období sucha. Za potravou vylézá po ochlazení nebo po dešti. Při vyrušení reaguje nafouknutím těla pomocí obrovských plic a párových hrudních vaků, v noře se tím zaklíní a dravec ji nemůže vytáhnout. Krátké nohy jsou výhodné pro pohyb v noře, na povrchu jí však nedovolují skákat, a proto po zemi leze. Neumí plavat, do vody nikdy nevstupuje a při vodním přívalu se nafoukne vzduchem a nechává se vodou unášet. Žere mravence, termity a jiný drobný hmyz. Ozývá se hvízdavými zvuky vydávanými v dlouhých sériích s rychlostí přes 60 tónů za sekundu.

## Rozmnožování
Po silných deštích na jaře nebo počátkem léta vyleze z podzemního úkrytu nejdříve samec a poblíž si připraví vhodné místo, vyhrabe mělkou, vlhkou proláklinu porostlou trsem trávy. Tam se usadí a začne po dobu až pěti dnů a nocí volat samici; voláním soupeří se sousedními samci. Po příchodu suchého počasí nebo při vyrušení se schová do podzemní nory, po pominutí nebezpečí se vrátí na původní místo a pokračuje ve vábení.
K vlastnímu páření dochází v typické žabí poloze, kdy samec sedí na zádech samice a objímá ji předníma nohama. Samec je podstatně menší a má krátké nohy, takže samici neobejme. Aby se na zádech udržel, vypustí samice lepkavý, na vzduchu tuhnoucí sekret, kterým se samec na její záda přilepí. Samice pak vyhrabe hnízdní noru hlubokou asi 30 cm, do které naklade asi 45 oplodněných vajíček zabalených v želatinovém obalu, a noru zahrabe. Za šest týdnů malé, již zcela vyvinuté žabky hnízdo opustí. Samice do doby vylíhnutí setrvává v těsné blízkosti, o potomstvo však viditelně nepečuje.